# Personaggi di Hitman: Pagato per uccidere
Ecco una lista dei personaggi principali del videogioco Hitman: Pagato per uccidere.

## ICA (International Contract Agency)

### Agente 47
Agente 47, o semplicemente 47, è il protagonista della serie, un assassino geneticamente modificato creato dal DNA ricombinato di cinque dei più pericolosi criminali del mondo. Il suo nome deriva dalle ultime due cifre del codice a barre stampato sulla sua nuca – (640509-040147). Alto, calvo, pallido, sguardo glaciale, lineamenti duri e squadrati (occhi azzurri incassati, mascella volitiva) è un individuo introverso e sempre calmo, e indossa di solito un completo costituito da un vestito gessato nero con camicia bianca e cravatta rossa, oltre a un paio di guanti in pelle neri per evitare di lasciare impronte digitali. Secondo il suo file ICA in Hitman: Absolution è alto 188 cm; nel romanzo Hitman: Enemy Within si afferma che il suo peso è di 187 libbre (85 kg).
Progettato per essere il killer perfetto, 47 è un essere umano potenziato con forza, velocità e intelletto al di sopra della norma umana. Nella serie di videogiochi Hitman, 47 è doppiato in lingua originale da David Bateson, mentre nell'adattamento cinematografico è interpretato da Timothy Olyphant. Nella versione italiana di Hitman: Pagato per uccidere è doppiato da Aldo Alessio.

### Diana Burnwood
Diana Penelope Burnwood è uno dei "gestori" dell'ICA (noto anche come l'Agenzia), essendo colei che fornisce e assegna all'Agente 47 i clienti, gli obiettivi, e le informazioni. Ha avuto, fin dal lancio di Hitman, una parte importante di ogni storia e si è dimostrata una risorsa preziosa per l'Agente 47 per la maggior parte della serie. Unico e solo contatto di 47 con l'agenzia ICA, ha lavorato con lui per anni, fornendogli assistenza a ogni singolo incarico e salvandogli la vita nel quarto episodio della serie.
Ha un accento inglese composto e un contegno professionale. Per la stragrande maggioranza delle serie, 47 non vede mai Diana, riconoscendola soltanto per voce. Lei non dovrebbe incontrare 47 di persona, né sviluppare una amicizia personale con lui, ma lo fa comunque (incontrarlo di persona dopo la sua esperienza vicino alla morte e di nuovo poco prima del suo finto funerale per utilizzare il siero della morte apparente per mantenere la sua copertura come infermiera di Alexander Leland Cayne e schivare la morte stessa). Nei primi 3 capitoli della saga non appare mai ma si può soltanto ascoltare la sua voce; in Blood Money invece, compare anche nel gioco rendendo visibile pure il volto nel filmato dopo la missione Requiem.
Sebbene Diana di solito gestisca gli affari di 47 da lontano, in Hitman: Blood Money si rivela un personaggio importante: facendo il doppio gioco, finge la morte di 47, salva l'Agenzia dalla liquidazione e schiva la morta lei stessa un paio di volte. Alla fine, i suoi sforzi vengono ricompensati quando l'Agenzia viene riportata di nuovo in linea, ed è implicito che Diana venga promossa ad una posizione più alta.
Nella trasposizione cinematografica, Diana gioca un ruolo minore. Lei dà inizialmente a 47 delle informazioni sulla sua missione, e lo avverte rapidamente quando viene ricercato dall'Agenzia. Tuttavia, non appare o viene menzionata più nel film, e la sua voce è anche camuffata quando parla ufficialmente con 47 tramite il computer portatile.
Diana nella versione originale è doppiata da Vivienne McKee nei primi tre videogiochi della serie Hitman, ma viene sostituita da Marsha Thomason in Hitman: Absolution, nel quale viene mostrato per la prima volta il suo aspetto. Nata il 12 settembre 1972, era la figlia maggiore di Sir Peter Lloyd Burnwood e Lady Nancy (nata Summers) Burnwood. Alta 175 cm, ha capelli rossi e occhi marroni; di nazionalità britannica, ha però la tripla cittadinanza britannica/americana/svizzera.

### Agente Carlton Smith
Carllton Smith è un alleato ricorrente della serie Hitman. È un agente della CIA completamente inetto che viene più volte catturato, torturato e poi liberato da Agente 47. È un patriota, come è facile vedere dai suoi boxer con la bandiera americana e anche dal modo in cui in Hitman: Blood Money ordina l'assassinio di Mark Parchezzi III e Daniel Morris ("per il bene superiore dell'America").

In Hitman: Pagato per uccidere può essere visto in due livelli del videogioco: ne L'Assassinio di Lee Hong, in cui viene torturato nel seminterrato con indosso soltanto i suoi boxer patriottici, e ne La copertura, in cui è drogato e confinato nell'ala dei malati mentali, con indosso la vestaglia da ospedale.
In Hitman 2: Silent Assassin viene di nuovo catturato, spogliato con i soli boxer indosso e torturato nel livello Fuga in Metrò e, dopo essere stato liberato da 47, si traveste con l'uniforme del suo persecutore, il generale Mikhail Bardachenko (appena ucciso da 47). Nella sua apparizione successiva, nel livello Agguato al Tempio, è travestito in modo poco convincenti con gli abiti arancioni della setta di Deewana Ji ed è seduto, da solo e ubriaco, nel suo nascondiglio in un negozio di tappeti. Si lamenta per l'umiliazione subita le 3 volte che 47 l'ha dovuto salvare, e propone a questi di fornirgli della logistica in cambio dell'eliminazione di alcuni assassini indiani.
In Hitman: Blood Money l'agente Smith svolge un ruolo più prominente; nella missione Riabilitato... si trova sotto copertura in una clinica di disintossicazione dall'alcool ma Mark Parchezzi III, travestito da dottore, lo fa confinare nell'ala psichiatrica (sarà ancora una volta 47 a doverlo salvare). Successivamente, alla fine del livello L'angelo infernale, darà l'incarico a 47 di uccidere Mark Parchezzi III ed il vicepresidente degli Stati Uniti Daniel Morris, che stanno organizzando l'assassinio del presidente.
Nella trasposizione cinematografica Hitman - L'assassino viene interpretato da James Faulkner ed è incaricato da 47 ad aiutarlo nella fuga finale dopo essere stato catturato dall'Interpol, accusando l'agente Whittier (dopo averlo fermato con delle auto, dalle quali scendono agenti della CIA) di un complotto terroristico. Dopo la fuga di 47, scusandosi e andandosene, riceve un messaggio dal sicario che affermava: "Adesso siamo pari", riferendosi alla missione in cui 47 lo salva da una clinica psichiatrica.
In Hitman lo si può trovare nel livello Situs inversus, intrappolato in una cella frigorifera dell'obitorio della clinica GAMA, con indosso i suoi boxer con la bandiera americana. Spiegherà all'Agente 47 che la CIA gli aveva assegnato l'incarico di investigare sul traffico illegale di organi del Dr. Katashi "il Curatore" Ito (un'indagine che ad un certo punto l'ha portato a Rio de Janeiro) ed era quasi riuscito nel suo intento prima che Ito lo catturasse e lo recludesse lì. Smith ringrazia 47 per averlo liberato di nuovo e gli fornisce una scheda magnetica con la quale potrà aprire qualsiasi porta della struttura GAMA. Può anche essere selezionato come bersaglio nella modalità contratti.
Secondo il suo file ICA, è nato il 9 marzo 1972, ha capelli marroni, occhi azzurri ed è alto 184 cm.

## I bersagli da eliminare

### Negoziatore del Drago Rosso
È il primo bersaglio nella serie Hitman. 
Viene assassinato da 47 al parco Chiu Dai ad Hong Kong nella missione "La morte del drago" per poter iniziare una guerra tra le triadi criminali di Hong Kong così da indebolire la posizione di Lee Hong, vero bersaglio primario di 47.
Indossa una giacca con il simbolo di un drago rosso sul retro e una fascia sulla fronte.
Un altro emissario del Drago Rosso è un bersaglio nella missione "Massacro al Ristorante Cheng Chau" nei titoli Hitman: Pagato per uccidere e Hitman: Contracts, ed va nascosto il corpo in modo da far pensare che sia stato l'emissario ad perpetrare il delitto.
Appare anche in Hitman: Contracts, dove riceve un completo redesign grafico, ed appare con i baffi, capelli a treccia e occhiali scuri.
Ha 34 anni, è alto 178 cm e pesa 86 kg.

### Emissario del Loto Blu
Un emissario del Loto Blu inviato dalla triade al ristorante Wang Fou per tentare di evitare una guerra dopo l'assassinio dell'ambasciatore del Drago Rosso al Parco Chiu Dai, ed è considerato VIP (da evitare di uccidere) in quanto deve restare in vita per poter prendersene la colpa.
Viene ucciso da 47 su ordine dell'Agenzia nella ,missione successiva "Incidente al Wang Fou" per far credere che si tratti di una rappresaglia di Lee Hong all'assassinio del Negoziatore del Drago Rosso.

Ha 58 anni, capelli scuri che terminano in una lunga coda di cavallo, è alto 172 cm e pesa 84 kg.

### Capo della polizia di Hong Kong
Il capo della polizia di Hong Kong veniva pagato sia dalla Triade del Drago Rosso e sia dal Loto Blu. 
Quando 47 assassinò il Negoziatore del Drago Rosso e l'Emissario dei Loto Blu, stava per scattare una guerra fra le Triadi e il capo della polizia locale era piuttosto preoccupato e organizzò un incontro pacificatore con le due Triadi in campo neutrale, al Cheng Chau, un piccolo ristorante cinese di pesce.
47 deve assassinarlo nella missione  "Massacro al Ristorante Cheng Chau" di Hitman:Codename 47 e Hitman: Contracts, insieme all'emissario del Drago Rosso (ed anche quello del Loto Blu in Hitman Contracts) e lasciare l'amuleto del Dragone Rosso nel ristorante per imputarli del delitto, così che la polizia di Hong Kong ritiri la sua protezione a Lee Hong.
Ha 58 anni, capelli corti grigi sulle tempie, indossa l'uniforme della polizia, è alto 183 cm e pesa 95 kg.

### Lee Hong
Lee Hong è il capo della Triade del Drago Rosso. Nato probabilmente verso il 1930 (come i suoi commilitoni della Legione Straniera Ort-Meyer, Ochoa, Fuchs e Jegorov), servì nella Legione straniera francese negli anni 1950-1955. Durante questo periodo, fu coinvolto negli esperimenti di clonazione segreti guidati da Ort-Meyer, fornendo finanziamenti in cambio di organi umani nuovi (questo è il motivo per cui appare più giovane e in salute per un uomo della sua età). È pertanto uno dei 5 "padri" genetici di 47.
È il primo dei 5 padri che l'Agente 47 deve eliminare. Essendo protetto molto bene, se anche 47 fosse riuscito ad ucciderlo gli sarebbe riuscito difficile uscire vivo da Hong Kong. Per questo motivo, l'Agenzia preparò un piano che avrebbe fatto perdere a Lee Hong l'influenza che aveva fuori da casa sua. Dopo l'assassinio da parte di 47 del negoziatore del Drago Rosso, la Triade del Loto Blu temeva che Lee Hong l'accusasse dell'omicidio e inviò un emissario al ristorante Wang Fou di Lee Hong per chiedere scusa. Assassinando anche l'emissario del Loto Blu e le sue guardie del corpo, l'Agenzia fece credere che si fosse trattata di una rappresaglia di Lee Hong. L'attacco alla Triade del Loto Blu innescò una guerra in piena regola fra le Triadi e il capo della polizia locale, essendo pagato da entrambe le Triadi, era piuttosto preoccupato e organizzò un incontro pacificatore con le due Triadi in campo neutrale, al Cheng Chau, un piccolo ristorante cinese di pesce. Dopo aver eliminato anche lui, la polizia rifiutò a Lee Hong la sua protezione e molti dei suoi contatti avevano paura. Finalmente, Lee Hong era raggiungibile anche se restava un bersaglio molto difficile, essendo protetto da un piccolo esercito.
È alto 175 cm, pesa 71 kg, ha capelli neri e occhi verdi.

### Pablo Belisario Ochoa
Pablo Belisario Ochoa è un signore della droga colombiano e uno dei 5 padri di 47 (donatore di geni). È l'unico dei 5 padri di 47 che non appare in Hitman: Contracts.
È palesemente ispirato al personaggio di Tony Montana del film Scarface (1983), avendo cicatrici, abito e acconciatura molto simili a Montana. Inoltre, la missione in cui viene assassinato si chiama Saluta il mio amichetto, nell'originale Say Hello to My Little Friend, la stessa frase che Antonio "Tony" Montana pronuncia poco prima di aprire il fuoco contro i sicari mandari da Sosa («Salutatemi il mio amico Sosa!»).

Il suo nome è probabilmente ispirato sia al noto criminale colombiano Pablo Escobar, conosciuto come Il Re della cocaina e considerato come il criminale più ricco della storia, e sia ai fratelli Ochoa, importanti elementi del cartello di Medellín.
È alto 183 cm, pesa 86 kg e ha circa 65 anni.

### Ivan Zilvanovitch
Robusto e composto, Ivan Zilvanovitch è un vero criminale fino al midollo. Ha iniziato la sua carriera criminale come un piccolo borseggiatore per le strade di Mosca; tuttavia, il suo amore per le carte e le droghe lo hanno portato alla rovina, senza alcuna via d'uscita tranne il suicidio. Si buttò giù da un ponte ma, invece di spiaccicarsi per strada, Ivan cadde attraverso il tetto di un vagone ferroviario, in un mucchio di oggetti appartenenti ad un circo in viaggio. Sorpreso dall'ironia sorprendente e vedendo l'episodio come prova di essere immortale, Ivan ha deciso di ricominciare la vita di nuovo iscrivendosi al circo come un clown, e poi ha acquisito il controllo di tutto il circo, che divenne poi la copertura per il suo traffico d'armi.
Ha circa 50 anni, è alto 157 cm e pesa 81 kg.

### Arkadij Jegorov
Arkadij Jegorov (in russo Аркадий Егоров), detto "Boris Ivanovich Deruzka", era un famoso trafficante internazionale di armi. Nacque verso il 1930 a Semipalatinsk, in Kazakistan. La sua carriera criminale cominciò a 15 anni, quando iniziò a rubare armi ai sovietici e ai rivenderli ai nazionalisti cosacchi. Braccato dalle autorità, Jegorov riuscì ad eludere la polizia e si nascose nelle montagne prima di fuggire a Marsiglia, dove si unì alla Legione straniera francese nel 1950. Prima della fine del suo servizio nel 1955, Jegorovaveva stabilito un traffico d'armi tra la Turchia e l'Iran.
Estremamente paranoico, fa notoriamente uso di droga. È l'uomo che ha inviato le armi a Lee Hong e Pablo.
Ha capelli neri corti e baffi. È alto 183 cm, pesa 109 kg e ha circa 66 anni.
Stranamente, 47 sembra decisamente più basso di Arkadij, sebbene sia alto 188 cm (6'2") secondo il suo file ICA in Hitman: Absolution. Sebbene Arkadij Jegorov abbia quasi settant'anni, sembra molto più giovane della sua età perché, in cambio di soldi, Ort Meyer gli forniva organi nuovi.

### Otto Wolfgang Ort-Meyer
Otto Wolfgang Ort-Meyer è uno scienziato pazzo tedesco che gestisce un manicomio a Satu Mare, in Romania. In realtà Ort-Meyer usa il manicomio come copertura per i suoi esperimenti genetici sugli umani, è il creatore e "padre" di 47.
Appare come un uomo nella settantina, con capelli corti bianchi, basette, vestito con un camice verde e camicia azzurra con papillon nero.
Ort-Meyer, nato negli anni 30, nella sua giovinezza ha servito nella Legione straniera, dove conobbe quattro uomini che diventarono amici e soci in affari, dopo però aver finito il servizio nella Legione straniera, quando gli altri tornarono alle loro famiglie, Ort Meyer invece andò in Romania e cominciò i suoi esperimenti genetici, ed usando il DNA dei suoi ex-commilitoni, riuscì a creare dei cloni, la cui durata della vita era però breve e instabile.
In cambio per le donazioni di DNA, Ort-Meyer donò degli organi ai suoi soci che li aiutarono ad rallentare il loro invecchiamento.
Ort-Meyer era ossessionato da creare l'uomo perfetto, ed dopo molti tentativi falliti come l'Agente 17 e "39", riuscì usando il DNA dei suoi amici insieme al suo per creare l'agente 47, un clone perfetto, dotato di capacità fisiche, mentali e psicologiche superiori al normale essere umano.
Tuttavia, poco dopo i suoi soci gli scrissero dichiarando che volevano ritirarsi dall'investimento fatto ad Ort-Meyer, che causò in lui un sentimento di vendetta.
Segretamente, quando 47 raggiunse i 20 anni, lo fece scappare volontariamente dall'istituto, mettendo sotto prova le sue capacità.
47 poi si unì all'ICA (Agenzia Internazionale Contratti) diventando un assassino professionista, Ort-Meyer osservando 47, decise di usarlo per vendicarsi dei suoi ex-soci.
Fingendosi un cliente diverso sotto falso nome per ogni contratto, Ort-Meyer fece assassinare Lee Hong, Pablo Belisario Ochoa, FranꜨ Fuchs ed Boris Ivanovich.
Infine, decise di attirare 47 di nuovo al manicomio assegnandogli un ultimo bersaglio, il Dr. Kovacs, a Satu Mare. Poco dopo essere entrato nel manicomio, un inserviente avvisò Ort-Meyer dell'arrivo di 47, che a sua volta chiamò la polizia per mettere alla prova 47.
47 riuscì a svelare l'inganno, e dopo essersi travestito da Dr. Kovacs, salvò un'altra volta l'Agente Smith che gli rivelò l'accesso segreto al laboratorio sotterraneo di Ort-Meyer.
Ort-Meyer, vedendo il ritorno di 47, si complimentò con il figliol prodigo, ed rivelò all'interfono che dopo che 47 era scappato, aveva creato un'altra serie di clone, basato sempre su 47 ma con tratti ancora più migliorati, anche se programmato per essere completamente obbediente ed un sogghigno malvagio sempre presente sulla faccia.
Nonostante l'armata di 48 e la loro superiorità genetica, 47 riuscì ad ucciderli, per poi infine trascinare il corpo di un 48 dentro la stanza dello scanner e scansionò il codice a barre, aprendo la porta interna al laboratorio e finalmente incontrò Ort-Meyer in faccia.
Ort-Meyer credette di aver di fronte un 48 che era riuscito ad eliminare 47, ed accolse 47 con grande gioia, ma 47 gli sparò e lo fece cadere; morente, Ort-Meyer capì che aveva di fronte 47, ed mentre era tra le sue braccia gli disse che era la sua creazione perfetta, poi 47 pose fine al "padre" torcendogli il collo.

#### Finale Alternativo
Se 47 non spara in tempo prima che Ort-Meyer si avvicini, egli prenderà una pistola stordente e colpirà 47, richiudendolo nella cella e risvegliandosi nella stessa cella dove è iniziato il gioco.

#### Eredità
La CIA cercò di creare a sua volta un clone, ma furono tutti insuccessi, i risultati crearono cloni malformi, con instabilità mentale, albinismo o aspettativa di vita pressoché nulla.
Basandosi su ciò che restava del laboratorio di Ort Meyer (47 l'aveva distrutto insieme alle ricerche di Ort-Meyer), capirono che 47 era con molta probabilità era creazione di Ort-Meyer, ed rappresentava l'unico esemplare di clone umano perfetto.
Leeland Alexander Cayne, creò dei cloni parzialmente operativi con tratti albini con aspettative di vita di due anni, ma capì che necessitava di un campione di DNA di 47 per poter risolvere il problema, indicando come Ort-Meyer, additato come pazzo dalla comunità scientifica, era riuscito in qualcosa che finora era considerato impossibile.